# Julia Franck

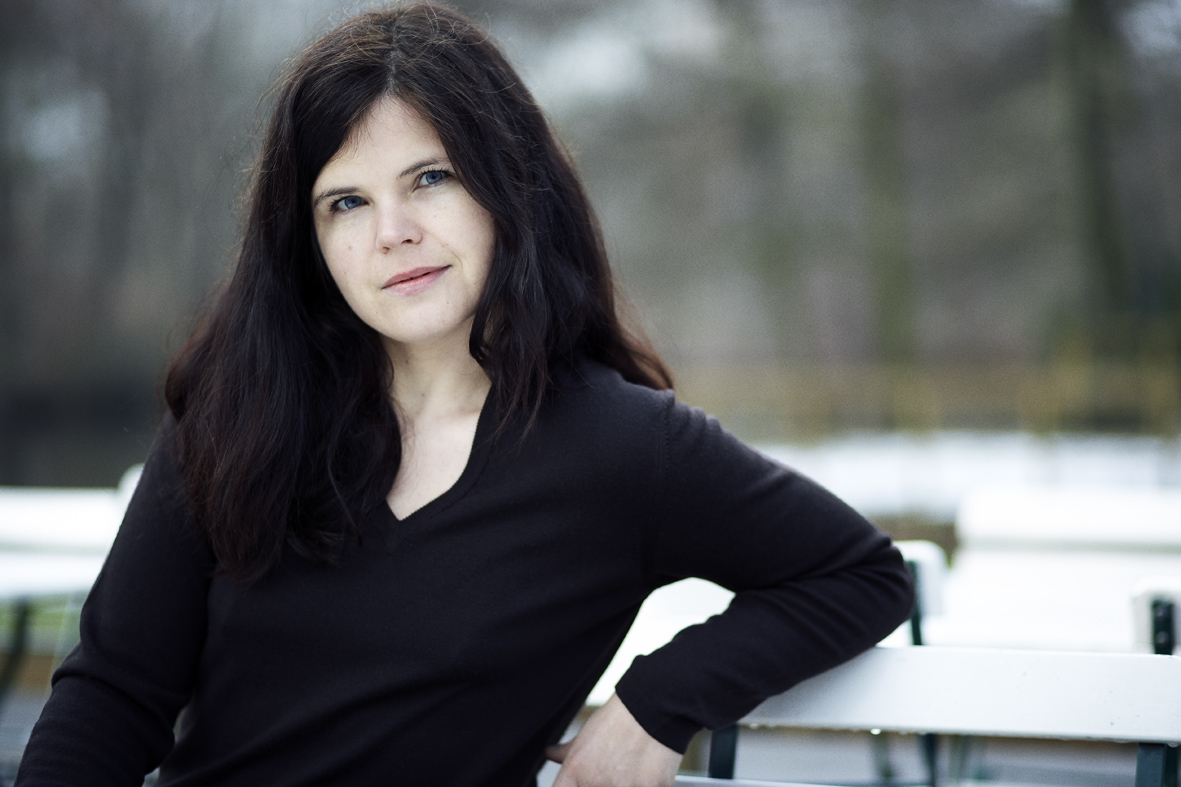
Julia Franck (2001)

Julia Franck (* 20. Februar 1970 in Ost-Berlin) ist eine deutsche Schriftstellerin. Die Bücher von Julia Franck wurden in 39 Sprachen übersetzt.

## Leben
Julia Franck wurde 1970 zusammen mit ihrer Zwillingsschwester in Berlin-Lichtenberg geboren. Ihre Mutter ist die Schauspielerin Anna Franck, ihr Vater der Fernsehregisseur Jürgen Sehmisch. 1978 siedelte Anna Franck mit ihren vier Töchtern aus der DDR nach West-Berlin über. Nach neun Monaten im Notaufnahmelager Marienfelde zog die Familie 1979 nach Schleswig-Holstein in die Nähe von Rendsburg. Dort besuchte Julia Franck von der vierten bis zur siebten Klasse die Freie Waldorfschule. Im Jahr 1983 zog Julia Franck alleine zurück in den Westteil Berlins, wo sie 1991 ihr Abitur machte. In der Folge begann sie ein Jura-Studium, entschied sich aber nach einem mehrmonatigen Aufenthalt in San Francisco für ein Studium der Altamerikanistik, Philosophie und Neueren Deutschen Literatur an der Freien Universität Berlin. Während ihrer Schul- und Studienzeit arbeitete Julia Franck unter anderem als Putzfrau, Kindermädchen, Hilfsschwester, Phonotypistin, Kellnerin, Hilfskraft an der FU Berlin sowie als freie Journalistin für den Hörfunk (Sender Freies Berlin) und den Berliner Tagesspiegel. Weitere Auslandsaufenthalte führten sie in die Vereinigten Staaten, nach Mexiko und Guatemala.
Für ihre Texte und Bücher erhielt Julia Franck zahlreiche Auszeichnungen, Preise und Stipendien. 1998 erhielt sie das Alfred-Döblin-Stipendium der Akademie der Künste, 2004 erhielt sie den Marie Luise Kaschnitz-Preis, das Jahr 2005 verbrachte sie als Stipendiatin in der Deutschen Akademie Rom Villa Massimo. Im September 2007 erhielt sie für ihren Roman Die Mittagsfrau den Deutschen Buchpreis. 2001 wurde sie Mitglied im PEN-Zentrum Deutschland. 2022 gründete sie den PEN Berlin mit, den sie 2023, aus Protest gegen die Position der handelnden Personen gegenüber Israel vor dem Hintergrund der Terrorangriffe der Hamas auf Israel 2023, wieder verließ. Seit 2022 ist sie Mitglied im PEN-Zentrum deutschsprachiger Autoren im Ausland (EXIL-PEN). Seit dem 1. Juli 2023 hat Julia Franck, zusammen mit Rainer Wieland, die Herausgeberschaft der bibliophilen Buchreihe Die Andere Bibliothek übernommen. Sie löste damit Christian Döring ab.
Julia Franck übernimmt immer wieder Lehraufträge, wie zum Beispiel als Gastprofessorin am Deutschen Literaturinstitut in Leipzig. Zuletzt leitete sie 2020 und 2021 die Autor*innenwerkstatt / Werkstatt Prosa im Literarischen Colloquium Berlin. Zudem ist Julia Franck Mitglied in der Erich-Fried-Gesellschaft.
Vor ihrer literarischen Laufbahn wirkte Julia Franck als Nebendarstellerin in verschiedenen Filmen mit, unter anderem 1974 neben Nina Hagen und Käthe Reichel im DDR-Fernsehfilm Heute ist Freitag sowie 1993 neben Bruno Ganz und Lotte Loebinger im Kinofilm Heller Tag von André Nitzschke.
Julia Franck verfasste Ausstellungs- und Katalogtexte zu Werken zeitgenössischer Künstler, darunter Thomas Demand, Peter Krauskopf, Friedemann Grieshaber und Gerhard Richter. Am 3. Februar 2012 hielt sie die Festrede für Gerhard Richter anlässlich der großen europäischen Retrospektive zu Ehren seines 80. Geburtstags. Als Beitrag zur Ausstellung „Vermisst – Der Turm der blauen Pferde von Franz Marc“ im Haus am Waldsee, Berlin (3. März bis 5. Juni 2017), die ansonsten Beiträge bildender Künstler wie Norbert Bisky, Christian Jankowski, Via Lewandowsky, Tobias Rehberger u. a. beinhaltete, verfasste Julia Franck den experimentellen Prosatext „Blaues Licht. Fragmente einer erhofften Begegnung“, in dem sie sich mit der unentdeckten Liebesgeschichte zwischen Else Lasker-Schüler und ihrem Künstlerfreund Franz Marc beschäftigt.
Julia Franck ist die Enkelin der Bildhauerin Ingeborg Hunzinger und Ururenkelin des Malers Philipp Franck. Sie lebt mit ihren beiden Kindern in Berlin.

## Literarisches Werk

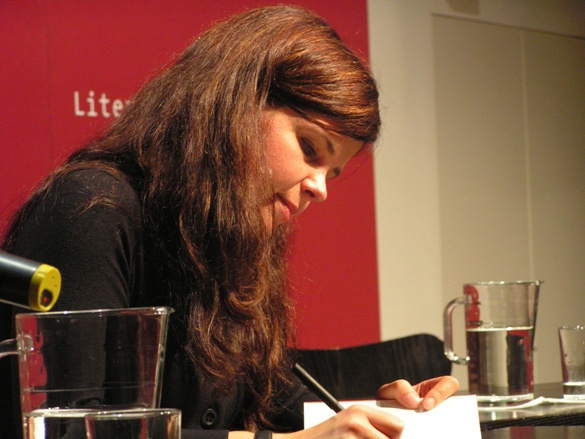
Julia Franck – Lesung im Literaturhaus München 2007

Als Autorin trat Julia Franck erstmals Mitte der 1990er Jahre mit der Teilnahme an literarischen Wettbewerben in Erscheinung. 1994 gewann sie den Jugend-Wettbewerb der Neuen Gesellschaft für Literatur, 1995 den Wettbewerb Open Mike der Literaturwerkstatt Berlin mit der Kurzgeschichte Die Wunde.
Julia Francks literarisches Debüt, ihr erster Roman Der neue Koch, wurde 1997 beim Ammann Verlag veröffentlicht. Geschildert wird die Innenansicht einer in ihren Lebensumständen gefangenen Hotelerbin, die nach dem Tod ihrer Mutter gezwungen ist, sich mit neuen Freiheiten und Möglichkeiten auseinanderzusetzen.
Ab 1998 veröffentlichte Julia Franck Texte in zahlreichen Anthologien, darunter die Erzählung Zwei in Ein Spaziergang war es nicht. Kindheiten zwischen Ost und West (Susanne Schädlich, Anna Schädlich (Hrsg.)), die sie gemeinsam mit ihrer Zwillingsschwester Cornelia verfasst hatte.

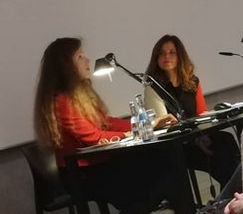
Julia Franck und Sandra Richter im LiMo (DLA Marbach) 2019

1999 erschien Julia Francks Roman Liebediener beim DuMont Verlag. Beschrieben wird ein Beziehungsgeflecht im Dreieck und seine Auswirkungen. Die Süddeutsche Zeitung entdeckte darin „womöglich ‚die‘ Liebesgeschichte der neunziger Jahre“. Für Liebediener erhielt Julia Franck das Stipendium für das zweite Buch der Stiftung Niedersachsen.
Einer größeren Öffentlichkeit wurde Julia Franck im Sommer 2000 bekannt. Im Juni wurde sie mit der Kurzgeschichte mir nichts dir nichts aus ihrem später in diesem Jahr veröffentlichten Erzählband Bauchlandung. Geschichten zum Anfassen (ebenfalls DuMont Verlag) zum Ingeborg-Bachmann-Preis nach Klagenfurt eingeladen und gewann den 3sat-Preis. Im August 2000 wurde Bauchlandung im Literarischen Quartett besprochen, zudem war Julia Franck zu Gast in der Harald Schmidt Show.
Im Jahr 2003 erschien der Roman Lagerfeuer. Er erzählt aus vier Perspektiven das Leben von DDR-Flüchtlingen im sogenannten Goldenen Westen der 70er Jahre. Franck beleuchtet die Dämonisierung des Anderen im Spannungsfeld Ost-West sowie die überall herrschenden Ansprüche auf Wohlstand, Glück und Verständnis auf beiden Seiten der Mauer.
Für den im September 2007 im S. Fischer Verlag erschienenen Roman Die Mittagsfrau erhielt Julia Franck den Deutschen Buchpreis 2007. Der Roman verkaufte sich daraufhin fast eine Million Mal und hielt sich über Monate auf der Spiegel-Bestsellerliste.
2009 gab Julia Franck die Anthologie Grenzübergänge: Autoren aus Ost und West erinnern sich (ebenfalls S. Fischer Verlag) heraus, die Beiträge zahlreicher namhafter Autoren zur Grenzthematik versammelt.
2011 erschien der Roman Rücken an Rücken (S. Fischer Verlag). Julia Franck erzählt darin ausgehend vom Schicksal eines Geschwisterpaars eine Familiengeschichte im Deutschland der 1950er und 60er Jahre.
Julia Francks Werk ist bei Literaturkritik und Lesern gleichermaßen beliebt. Nach Ansicht von Literaturkritiker Denis Scheck bezieht Francks Prosa ihre Sinnlichkeit aus der gekonnten Beschreibung menschlicher Beziehungen, vor allem in Der neue Koch, Liebediener und Bauchlandung. Geschichten zum Anfassen. Ihre dichte Prosa zeichne dadurch aus, dass sie durch ihre Bildhaftigkeit und Sinnlichkeit allen Lesern zugänglich sei und keine Vermittlung durch Literaturkritiker benötige.
In ihren jüngeren Werken setzt sich Julia Franck mit ihrer Familiengeschichte auseinander, überhaupt wird Deutsche Geschichte ein zentrales Thema ihres literarischen Schaffens. In Interviews betont Julia Franck, dass reale Ereignisse ihr lediglich als kreative Anregung dienen, jedoch keiner ihrer Romane die konkrete Charakterisierung beispielsweise eines Familienangehörigen enthalte. Von ihren Erfahrungen und Recherchen sowie einer Kritik an beiden deutschen Systemen zeugt ihr Roman Lagerfeuer wie auch ihr Vorwort in der Anthologie Grenzübergänge.
Julia Franck wurde wie viele andere junge deutsche Autorinnen und Autoren um die Jahrtausendwende bekannt, als sich ein starker Fokus auf die zeitgenössische deutsche Literatur richtete und viele Schriftsteller der jüngeren Generation innerhalb kurzer Zeit mit ihren Veröffentlichungen Kultstatus erlangten. Von Teilen der Literaturkritik wurde sie lange Zeit zu den Autorinnen des sogenannten Fräuleinwunders gezählt, auch wenn sie im Spiegel-Artikel von Volker Hage, der diesen Begriff geprägt hat, nicht erwähnt wird. Der Begriff „Fräuleinwunder“ ist wegen seiner unklaren Definition und seiner chauvinistischen Bedeutung in Literaturkritik und Literaturwissenschaft umstritten, wird aber noch verwendet.
Am 29. November 2019 wurde bekannt, dass die Schriftstellerin ihre Aufzeichnungen und Unterlagen über ihr bisheriges literarisches Schaffen dem Deutschen Literaturarchiv in Marbach übergeben hat. Die frühzeitige Trennung von ihrem schriftstellerischen Privatarchiv bedeutet aber keineswegs, dass sie nicht weiterhin schreibt und veröffentlicht. Mit der Abgabe ihres Vorlasses an das Archiv verband sie vor allem pragmatische Gründe: Ihre Wohnung war zu klein für das Material, wie sie 2019 in einer Lesung im Deutschen Literaturarchiv Marbach berichtete.
Im Herbst 2021 erschien bei S.Fischer Welten auseinander. Der Titel weist auf die Unvergleichbarkeit der Herkünfte und Erfahrungen hin. Der autofiktionale Text erzählt eine Liebesgeschichte, die mit dem frühen Tod des Geliebten endet. Die achronologische Erzählung vollzieht die vielen Brüche und Verluste in der Kindheit und Jugend nach, den Wechsel von Ost nach West, ein Flüchtlingslager, die frühe Selbstständigkeit, wenn die 13-jährige zu Freunden nach Berlin zieht und zugleich abhängig von der Sozialhilfe ihr Abitur und unzählige Jobs macht. In Schichten erforscht die Erzählerin in Welten auseinander entlang ihrer Lebenserfahrung und Begegnungen mit nahen Freunden und Verwandten Motive wie Scham, Außenseitersein, Fremde, das Entstehen von Erinnerung ebenso wie das Vergessen und Schweigen über vier Generationen eigenwilliger Frauen einer zerrissenen deutsch-jüdischen Familie zwischen Ost und West. Verwundert konstatiert ein Literaturkritiker, dass es trotz des DDR-Ausreise-Hintergrunds gänzlich unpolemisch zugeht und die Autorin gar nicht versucht ist, „offene Ost-West-Rechnungen aufzumachen“. Andere Stimmen loben, wie Julia Franck in ihrem Buch aus gelebtem Leben Literatur macht und sich mit jedem ihrer Bücher intensiver mit ihrer eigenen Geschichte auseinandersetzt. Dabei bleibt der Ton der Ich-Erzählerin Julia auch frei von Selbstmitleid und Bitterkeit.

## Werke
- Der neue Koch. Roman. Ammann, Zürich 1997, ISBN 3-250-60010-5.
- Liebediener. Roman. DuMont, Köln 1999, ISBN 3-7701-4970-X.
- Bauchlandung. Geschichten zum Anfassen. DuMont, Köln 2000, ISBN 3-7701-5365-0. (Auswahl daraus in: Mir nichts, dir nichts. Erzählungen. DuMont, Köln 2006, ISBN 3-8321-7969-0).
  - darin u. a.: Streuselschnecke.
- Lagerfeuer. Roman. DuMont, Köln 2003, ISBN 3-8321-7851-1.
- Die Mittagsfrau. Roman. Fischer, Frankfurt am Main 2007, ISBN 978-3-10-022600-6 (Platz 1 der Spiegel-Bestsellerliste vom 29. Oktober bis zum 4. November 2007),
- Als Herausgeberin: Grenzübergänge. Autoren aus Ost und West erinnern sich. S. Fischer Verlag, Frankfurt am Main 2009, ISBN 978-3-10-022604-4.
- Rücken an Rücken. Roman. S. Fischer Verlag, Frankfurt am Main 2011, ISBN 978-3-10-022605-1.
- Blaues Licht. Fragmente einer erhofften Begegnung. Experimenteller Prosatext. In: Katalog zur Ausstellung „Vermisst – Der Turm der blauen Pferde von Franz Marc“. Hrsg. vom Haus am Waldsee. Verlag der Buchhandlung Walther König, Köln 2017, ISBN 978-3-96098-099-5 (deutsch/englisch; engl. Übersetzung: Katy Derbyshire).
- Welten auseinander. S. Fischer Verlag, Frankfurt am Main 2021, ISBN 978-3-10-002438-1.

## Übersetzung
- Rebecca Solnit: Aus der nahen Ferne. Hoffmann und Campe, Hamburg 2014, ISBN 978-3-455-50324-1.

## Veröffentlichungen zu Kunstwerken
- Ralph Rugoff (Text), Julia Franck (Text): Thomas Demand. Phototrophy. Schirmer/Mosel, München 2005, ISBN 3-8296-0171-9.
- Friedemann Grieshaber. Skulptur-Arbeiten auf Papier. modo Verlag, Freiburg i. Br. 2009, ISBN 978-3-86833-014-4.
- Peter Krauskopf. Block. Jovis Verlag, Berlin 2012, ISBN 978-3-86859-177-4.
- Dietmar Elger (Hrsg.): Julia Franck: Rede für Gerhard Richter (= Schriften des Gerhard-Richter-Archivs Dresden. Band 9). Staatliche Kunstsammlungen Dresden, Dresden 2012, ISBN 978-3-932264-39-9.
- Universelle Wirklichkeit. In: Draiflessen Collection (Hrsg.): Made Realities. Fotografien und Texte. Hirmer Verlag, München 2021, ISBN 978-3-7774-3777-4 (Essay).

## Theater, Film, Hörbuch
Julia Francks Roman Die Mittagsfrau wird in unterschiedlichen Bühnenbearbeitungen aufgeführt, so am Deutschen Theater Göttingen 2010 in der Bearbeitung von Volker Hesse, am Deutsch-Sorbischen Volkstheater Bautzen in der Bearbeitung von Eveline Günther und Beatrix Schwarzbach, am Theater Osnabrück unter der Regie von Annette Pullen.
Die Romane und Erzählungen von Julia Franck sind als Hörbücher, zumeist von der Autorin selbst gelesen, im Hörverlag München erschienen.
Francks Roman Lagerfeuer. wurde 2012 bis 2013 für das Kino unter dem Titel Westen unter der Regie von Christian Schwochow verfilmt.
Im Herbst 2023 kam die Verfilmung des Romans Die Mittagsfrau unter dem gleichnamigen Titel ins Kino (engl. Titel Blind at Heart). Der Film hatte Premiere in München und danach internationale Premiere auf dem Internationalen Filmfestival in Tokio. Regie führte Barbara Albert, die Hauptrollen sind mit Mala Emde, Max von der Groeben und Thomas Prenn besetzt. Das Drehbuch schrieb Meike Hauck.

## Auszeichnungen
- 1995 Gewinnerin des Open Mike der Literaturwerkstatt Berlin
- 1998 Alfred-Döblin-Stipendium der Akademie der Künste
- 1998 Stipendium der Stiftung Kulturfonds Berlin
- 1999 Stipendium der Stiftung Niedersachsen „Das zweite Buch“
- 2000 Arbeitsstipendium des Berliner Senats
- 2000 3sat-Preis beim Ingeborg-Bachmann-Wettbewerb
- 2004 Marie Luise Kaschnitz-Preis
- 2005 Stipendium der Deutschen Akademie Rom Villa Massimo
- 2005 Roswitha-Preis der Stadt Bad Gandersheim
- 2006 Poetikdozentur: junge Autoren der Fachhochschule Wiesbaden
- 2007 Deutscher Buchpreis für Die Mittagsfrau
- 2010 Shortlist des Independent Foreign Fiction Prize für Blind Side of the Heart.[43]
- 2010 Shortlist des Wingate Literary Prize der Zeitschrift Jewish Quarterly[44]
- 2014 Longlist des Independent Foreign Fiction Prize für Back to Back.[45]
- 2022 Platz 1 auf der SWR-Bestenliste im Januar.[46][47]
- 2022 Schiller-Gedächtnispreis[48]

## Medien
- Julia Franck. Dokumentation, 52 und 43 Min., Buch und Regie: Daniela Schmidt-Langels, Produktion: Blueprint, SF und RBB/Arte für die Reihe Mein Leben/Ma vie, Erstausstrahlung: 7. September 2009 im SF, 28. September 2009 Arte, 21. März 2010 RBB;[49] für die Dokumentation erhielt Schmidt-Langels den Juliane-Bartel-Medienpreis.[50][51]
- Durch die Nacht mit Julia Franck und Jens Friebe. Arte 2007.[52]
- Festrede für den Roman Die Blechtrommel, gehalten in Lübeck und publiziert in der Frankfurter Allgemeinen Zeitung[53], 19. September 2009, Nr. 218, S. Z1.
- Essay „Schreiben und Kinder sind unvereinbar“ für Literarische Welt. 17. Januar 2014.
- Julia Franck in Letters from Europe, Radio BBC, 11. Februar 2015.
- „Wir brauchen den säkularen Staat“. (MP3; 22:08 Min.) Julia Franck im Gespräch mit Andreas Main. Deutschlandfunk, 17. November 2016, archiviert vom Original (nicht mehr online verfügbar) am 17. November 2016; abgerufen am 7. August 2018 (Interview, im Rahmen der Sendereihe „Tag für Tag“ – Aus Religion und Gesellschaft; schriftliche Version; zu religiöser Toleranz und ihrer jüdischen, aber nicht-religiösen Herkunft, zum Verhältnis Staat–Religion und zu Luthers Ablehnung der Gewalt im Namen Gottes).
- Julia Frank über ihr Buch „Welten auseinander“ und die Kindheit. In: WDR 3. Mosaik. Das Kulturmagazin. Gespräch am Samstag, 16. Oktober 2021 (akamaihd.net (Memento vom 14. März 2022 im Internet Archive) [MP3; 35,3 MB; 38:07 min])